# Wollerscheider und Hoscheider Venn
Wollerscheider und Hoscheider Venn este o arie protejată (arie specială de conservare — SAC, sit de importanță comunitară — SCI) din Germania întinsă pe o suprafață de 34,96 ha, integral pe uscat.

## Localizare
Centrul sitului Wollerscheider und Hoscheider Venn este situat la coordonatele 50°37′41″N 6°14′49″E / 50.6281°N 6.2469°E.

## Înființare
Situl Wollerscheider und Hoscheider Venn a fost declarat sit de importanță comunitară în martie 2001 pentru a proteja 1 specie de animale. Situl a fost protejat și ca arie specială de conservare în februarie 2005.

## Biodiversitate
Situată în ecoregiunea continentală, aria protejată conține 6 habitate naturale: Lacuri și iazuri distrofice naturale, Pajiști umede nord-atlantice cu Erica tetralix, Pajiști uscate europene, Mlaștini oligotrofe degradate, capabile încă de regenerare naturală, Mlaștini turboase de tranziție și turbării mișcătoare, Mlaștini împădurite.
La baza desemnării sitului se află o specie protejată de  nevertebrate: Lycaena helle
Pe lângă speciile protejate, pe teritoriul sitului au mai fost identificate 8 specii de plante, 9 specii de nevertebrate.